# Hans Verhoef
Herman Jacques (Hans) Verhoef (Antwerpen, 10 oktober 1932 – Amsterdam, 8 december 2012) was een Nederlands kunstschilder. Hij staat internationaal bekend om zijn stillevens met vlinders.
Verhoef begon al op jeugdige leeftijd te schilderen. In India ontwikkelde hij een fascinatie voor vlinders, insecten en vogels die terug in Amsterdam in veel van zijn schilderijen te vinden zijn.
De schilderijen van Verhoef zijn in diverse galeries in binnen- en buitenland te bewonderen geweest. Zijn specialiteit was het magisch realisme en verfijnde stillevens. Zijn bekendste werken zijn de zwevende schaakborden met insecten.
Verhoef overleed in 2012 op 80-jarige leeftijd.
- RKD-Nederlands Instituut voor Kunstgeschiedenis: 80337